# Công trình phòng thủ của Venezia giữa thế kỷ 16 và 17: Stato da Terra – Tây Stato da Mar
Công trình phòng thủ của Venezia giữa thế kỷ 16 và 17: Stato da Terra – Tây Stato da Mar là tên chính thức của UNESCO đặt cho 6 công trình phòng thủ được xây dựng bởi Cộng hòa Venezia trên khu vực lãnh thổ đất liền (Stato da Terra) và các thuộc địa hải ngoại dọc bờ biển Adriatic (Stato da Màr).
Với sự phát triển của trang bị vũ khí trong thời kỳ Phục hưng đã tạo ra những thay đổi đáng kể trong chiến lược quân sự và thiết kế pháo đài. Một trong những thay đổi này là sự phát triển của pháo đài thành lũy hoặc các công sự alla moderna, với một pháo đài hình đa giác, ở các góc là các pháo đài bảo vệ. Những thiết kế này có nguồn gốc từ Cộng hòa Venezia nhưng đã sớm lan rộng khắp châu Âu và vẫn là hình mẫu tiêu chuẩn quốc phòng cho đến thế kỷ 19. Năm 2017, sáu trong số các công trình phòng thủ này nằm tại Ý, Croatia và Montenegro được UNESCO công nhận là Di sản thế giới. Đó là những ví dụ tinh túy nhất về thiết kế pháo đài kiểu này, thể hiện tầm ảnh hưởng của Venezia thời Phục hưng, và minh chứng cho một bước tiến lớn trong lịch sử chiến tranh.

## Danh sách
Các địa điểm tạo nên Di sản thế giới thể hiện bề rộng của các phong cách kiến trúc pháo đài mà người Venezia sử dụng. Được xây dựng vào thế kỷ 15, thành lũy của Kotor là địa điểm lâu đời nhất cho thấy một thời kỳ chuyển tiếp giữa thiết kế pháo đài truyền thống và thiết kế alla moderna hiện đại. Vào thế kỷ 16, các công sự ở Bergamo và Pháo đài Thánh Nikole được xây dựng, là những hệ thống pháo đài, tường thành, hào phức tạp và tập trung hơn. Hệ thống phòng thủ tại Zadar, Peschiera del Garda và Palmanova được xây dựng vào thế kỷ 17.
Dưới đây là danh sách các công trình phòng thủ thuộc Di sản thế giới được UNESCO công nhận. Trong số này, pháo đài Kotor cũng đã là một phần của Di sản thế giới Vùng Tự nhiên và Văn hóa-Lịch sử của Kotor được UNESCO công nhận vào năm 1979.
| Địa điểm                                | Hình ảnh | Vị trí                                                                 |
| --------------------------------------- | -------- | ---------------------------------------------------------------------- |
| Thành lũy thành phố Bergamo             |          | Lombardy, Ý 45°42′12″B 9°39′49″Đ / 45,70333°B 9,66361°Đ                |
| Thành lũy thành phố Peschiera del Garda |          | Veneto, Ý 45°26′20″B 10°41′39″Đ / 45,43889°B 10,69417°Đ                |
| Thành phố pháo đài Palmanova            |          | Friuli-Venezia Giulia, Ý 45°54′22″B 13°18′35″Đ / 45,90611°B 13,30972°Đ |
| Hệ thống phòng thủ của Zadar            |          | Zadar, Croatia 44°6′42″B 15°13′49″Đ / 44,11167°B 15,23028°Đ            |
| Pháo đài Thánh Nikole, Šibenik-Knin     |          | Šibenik-Knin, Croatia 43°43′17″B 15°51′17″Đ / 43,72139°B 15,85472°Đ    |
| Thành lũy của thành phố Kotor           |          | Kotor, Montenegro 42°25′25″B 18°46′19″Đ / 42,42361°B 18,77194°Đ        |